# Plotka
Plotka – niesprawdzona lub kłamliwa wiadomość, zwykle powodująca utratę dobrego wizerunku osoby, której dotyczy. Powszechnie uważa się, że plotka jest synonimem pogłoski, która jest definiowana jako rozpowszechnianie niepewnych (niepotwierdzonych) informacji. 

## Etymologia
Angielskie słowo gossip, czyli plotka, wywodzi się ze staroangielskiego godsibb, co dawniej znaczyło „opiekun(ka)” i określało przyjaciela rodziny. Dopiero od XVI wieku używano tego słowa w znaczeniu „plotkarka”, ,,plotkarz". 
Francuskie commerage wiąże się z commere (matka chrzestna); hiszpańskie comadreria wywodzi się od comadre (sąsiadka).

## Definicje
W naukach społecznych plotkowanie jest definiowane jako: 
1. aktywność przyjemna sama w sobie, gadanie dla samego gadania
2. negatywne, złośliwe, płytkie obmawianie nieobecnych osób
3. wymiana oceniających informacji o nieobecnej osobie
4. proces wymiany informacji o nieobecnych osobach o zabarwieniu oceniającym, między bliskimi sobie osobami.

Definicje 3 i 4 są najpopularniejszymi ujęciami zjawiska. 
Plotkowanie odróżnia się od pogłoski. Plotka różni się od pogłoski treścią – plotka dotyczy zawsze ludzi, natomiast pogłoska dotyczy raczej zdarzeń i może dotyczyć ludzi. Pogłoska i plotka różnią się również wiarygodnością. Pogłoska zazwyczaj jest prawdziwa, natomiast plotka jest w dużej mierze produktem fantazji wysnutej z wątłych poszlak, zależnej od indywidualnych zainteresowań, dowolnie rozbudowywanych w ogólniejszą pozorną informację.
Plotkowanie jest zachowaniem postrzeganym negatywnie, jednak bardzo powszechnym (badania wykazują, że 70% prywatnych konwersacji poświęcanych jest plotkowaniu). Analizy dyskursu wskazują, że uczestnicy stosują wiele strategii zabezpieczających ich przed wizerunkiem plotkarza, zanim przejdą do oceny nieobecnej osoby.

## Funkcje plotki
Pomimo swej negatywnej reputacji plotkowanie pełni wiele pożytecznych funkcji, do których zalicza się – funkcję wpływu społecznego, funkcję informacyjną, funkcję podtrzymywania więzi oraz funkcję rozrywkową.
Funkcja wpływu wiąże się głównie z używaniem plotki do kontrolowania zachowań niezgodnych z normami przyjętymi w danej grupie społecznej lub kulturze. Osoba, które zachowuje się w sposób niezgodny z oczekiwaniami społecznymi jest „ukarana” przez otoczenie oplotkowaniem. Zachowania, które rzucają się w oczy, są w sposób jawny niesprawiedliwe, niebezpieczne są najczęściej tematami plotek. Plotka jest więc wymianą informacji, która służy kontroli tych, którzy działają wbrew regułom i przeciwko interesowi grupy. W tym znaczeniu wymiana informacji o osobach jest również pewną formą poszukiwania i przekazywania referencji. Wypytywanie znajomych o przeszłe związki partnera, czy dzwonienie do firm po nieformalne opinie o zatrudnianym pracowniku są formami plotkowania, które mogą uchronić przed podjęciem błędnych decyzji. 
Jako informacja plotka jest dobrem, które osoba rozpowszechnia wśród członków grupy tak, aby podnieść swój status. Osoba rozpoczynająca plotkowanie, jak i ta, która wnosi nowe informacje maja szanse na poprawę swojej pozycji w grupie. Poza tym ocenianie innych jest pośrednio informacją (sprawieniem wrażenia), że osoba, która ocenia zna się na normach grupowych i ma „moralne” prawo oceniać innych. 
Plotkowanie jest formą umacniania więzi poprzez przypominanie i upewnianie się uczestników, co do norm, które grupa ustaliła, posiadanie wspólnych norm jest bowiem jednym z wyznaczników spójności grupowej. Plotkowanie stwarza okazję do przypomnienia i potwierdzenia, że uczestnicy nadal podporządkowują się tym normom. Plotkowanie jest czynnością intymną i sekretną, dzieje się wśród osób, które darzą się zaufaniem – stąd osoba, z którą inicjator chce plotkować może czuć się włączona w grupę czy w krąg osób zaufanych.
Plotkowanie może też być wykorzystywane jako strategia rywalizacji do niszczenia reputacji konkurentów. Jest również jednym z przejawów agresji pośredniej, czyli agresji nie wprost służącej zniszczeniu dobrostanu psychicznego oraz relacji interpersonalnych jednostki.
Badania wskazują, że około dwóch trzecich czasu poświęcanego na rozmowę to tematy towarzyskie, głównie plotki. 

## Prawdziwość przekazywanych informacji
Rozchodząca się pogłoska w swojej początkowej fazie może być informacją nie do końca nieprawdziwą – może na przykład opierać się na faktach, do których dołączona jest nadinterpretacja. W trakcie rozchodzenia się informacji w danej społeczności, jest ona także podatna na mutacje, co powoduje, że w efekcie końcowym rozchodzić może się nie tyle prawdziwa informacja, co plotka, która jest chwytliwym memem (earworm). Często również w postaci makroplotki pojawiają się tak zwane legendy miejskie, które niewiele mają wspólnego z rzeczywistością.

## Wymiar społeczny
Językowe analizy plotki często sprowadzają się do skojarzeń „plotka – kobieta” (chociaż plotkarstwo i radość z denuncjacji jest zjawiskiem powszechnym dla obu płci).
Era Internetu nadała plotce zupełnie nowego wymiaru. W sieci pojawiły się dziesiątki serwisów plotkarskich, o względy których zabiegają gwiazdy i celebryci, plotka stała się bowiem narzędziem marketingowym.